# Stéphane Lafleur
Stéphane Lafleur, né le 16 juin 1976 à Saint-Jérôme, est un réalisateur, scénariste, monteur et musicien québécois.
En plus de faire carrière au cinéma, il est le chanteur du groupe Avec pas d'casque.

## Biographie
Stéphane Lafleur naît le 16 juin 1976 à Saint-Jérôme.
Étudiant à l'Université du Québec à Montréal, il réalise un court métrage, Karaoké, qu'il présentera dans plusieurs festivals. Il est influencé notamment par le réalisateur russe Tarkovski et discute souvent de thèmes tels que l'amour et la solitude[source secondaire souhaitée].
En 2009, il fait partie d'un groupe de huit cinéastes québécois subventionnés par la Société de développement des entreprises culturelles pour leur prochain long métrage,. Il obtient ce financement pour le projet de film En terrains connus.
Son film Tu dors Nicole figure dans la liste "Canada's Top Ten", les dix meilleurs longs-métrages canadiens de 2014, sélectionnés par un jury composé de sept réalisateurs et professionnels de l'industrie du cinéma, coordonné par TIFF,.

## Filmographie

### Réalisateur
- 1999 : Karaoké
- 2002 : Snooze
- 2007 : Continental, un film sans fusil
- 2011 : En terrains connus
- 2014 : Tu dors Nicole
- 2022 : Viking (ou On dirait la planète Mars)

### Scénariste
- 2007 : Continental, un film sans fusil
- 2011 : En terrains connus
- 2014 : Tu dors Nicole
- 2022 : Viking (ou On dirait la planète Mars)

### Monteur
- 2009 : Miroir noir: Neon Bible Archives de Vincent Morisset
- 2011 : Monsieur Lazhar de Philippe Falardeau
- 2013 : Le Démantèlement de Sébastien Pilote
- 2018 : Une colonie de Geneviève Dulude-De Celles
- 2020 : La Déesse des mouches à feu d'Anaïs Barbeau-Lavalette
- 2023 : Vampire humaniste cherche suicidaire consentant d'Ariane Louis-Seize

## Distinctions
- Prix Jutra 2008 :
  - Meilleur réalisateur pour Continental, un film sans fusil
  - Meilleur scénario pour Continental, un film sans fusil
- Prix collégial du cinéma québécois 2011 pour En terrains connus
- Prix collégial du cinéma québécois 2014 pour Tu dors Nicole
- Gala Québec Cinéma 2022 : Iris de la meilleure musique originale, film documentaire[7].
- Gala Québec Cinéma 2023 : Iris de la meilleure réalisation pour Viking[8]
- Gala Québec Cinéma 2023 : Iris du meilleur scénario pour Viking[8]